# Bernat Amat de Claramunt
Bernat Amat de Cardona abans Bernat Amat de Claramunt (1086- 27 d'abril de 1151). Vescomte de Cardona, cap de la nissaga dels Claramunt, "senyor de Claramunt", "senyor de Torre de Claramunt", "senyor d'Ullastrell"," senyor de la Riera de Gaia", "senyor d'Altafulla" senyor de Tamarit i vescomte de Tarragona.
Va succeir el seu avi Ramon Folc I de Cardona.
Bernat Amat de Claramunt resta orfe amb només quatre anys i heretà el vescomtat de Cardona de la seva mare.
Canvià el seu cognom pel de Cardona i restà en desús el títol de vescomte de Tarragona que Ramon Berenguer I havia atorgat l'any 1055 al seu avi patern, i conseller reial, Bernat I de Claramunt.
Fins al 1099, l'oncle de la seva mare Ermessenda de Cardona i bisbe de Barcelona Folc II de Cardona, regí el vescomtat a causa de la curta edat de Bernat.

## Antecedents familiars
Fill d'Ermessenda de Cardona i de Deodat I de Claramunt, senyor de Tamarit i vescomte de Tarragona.

## Núpcies i descendents
Es casà amb Almodis de Barcelona, possible filla de Ramon Berenguer II i es vinculà familiarment amb la corona. Tingueren quatre fills:
- Guillem Bernat Amat de Cardona (1100-1133)[1]
- Berenguer Bernat de Cardona (1111-1134), canonge d'Urgell[1]
- Ramon Folc II de Cardona (1117-1150), successor al vescomtat de Cardona.[1]
- Marsats de Cardona (1147-1150?).[1]